# George J. G. Cheyne
George James Gordon Cheyne (Londres, 15 de noviembre de 1916 - Newcastle upon Tyne, 29 de diciembre de 1990) fue un escritor e hispanista británico. Cheyne se especializó en el estudio de la obra del escritor y político español Joaquín Costa, de quien ha sido considerado uno de sus mejores biógrafos.

## Biografía
Educado en una escuela privada. Enseñó inglés en Nimes y Toulouse. En 1941 vino a España por primera vez, trabajó en un depósito de prisioneros aliados, en Miranda de Ebro. Fue su primer encuentro con una España cargada de problemas que sin duda le dejaron impresionado. Volvió a Inglaterra, siguió de enseñante en una escuela privada y más tarde en un politécnico, y terminó licenciándose en literatura española en King’s College, acudiendo a clases nocturnas. Luego en Birbeck College completó sus estudios de francés. Como profesor enseñó en Oxford y, a tiempo parcial, en el King’s College de Londres. Pasó a la Universidad de Durham (1961) hasta que en 1963 obtuvo plaza en la Universidad de Newcastle upon Tyne, en donde desde 1978 dirigió el Departamento de “Spanish and Latin American Studies” de la citada universidad, hasta su jubilación. George Cheyne, hacia 1960, con un colega suyo estudió la posibilidad de realizar un plan de investigación, y se les creó la duda de abordar la vida y obra de San Juan de la Cruz (donde Cheyne satisfacía además su afición a la poesía) o las de Joaquín Costa. La balanza se inclinó hacia este último ya que Cheyne ya había leído, como gran lector que era, buena parte de la obra de Costa y había observado que Costa era un hombre que tenía soluciones para la España que le había tocado vivir, y que incluso sus soluciones, su actitud, así como los problemas que planteaba seguían vivos –aunque con algunos cambios- en la España de los años sesenta del siglo XX. Así es como George Cheyne decidió entregarse a la tarea de contribuir para que la voz de Costa no se perdiera medio siglo después de su muerte. Desde el principio se había planteado que sus esfuerzos debían ir dirigidos hacia una labor crítica y científica que pudiera encuadrar debidamente al hombre y a la obra que se encerraban en Joaquín Costa.
El referido primer viaje a España lo vivió en el contexto de la posguerra española. Volvería a Inglaterra, donde ejerció como profesor. Escogió como tema de su tesis doctoral la figura de Costa. Realizó su primer viaje de investigación a Graus —la localidad oscense donde falleció Costa y vivió parte de su vida— hacia 1960. Publicó además de una biografía de Costa y un estudio bibliográfico de su obra, la correspondencia del polígrafo aragonés con Manuel Bescós, Francisco Giner de los Ríos y Rafael Altamira.
Según Alberto Gil Novales, «todos los partidos, de todos los colores, se adjudicaron su pensamiento [el de Costa], pero hay que hacer un estudio lo más acendrado que se pueda y con una consideración crítica, al margen de filias y de fobias, y éste era el mérito de Cheyne». Además de Costa, su principal vocación, también realizó trabajos con obras de Benito Pérez Galdós
Después de su muerte, la Diputación General de Aragón adquirió, en 1993, la colección de documentos de Cheyne, que constaba de más de 700 ejemplares. Sin embargo, una parte de los libros, la de mayor valor, que incluía libros descatalogados y raros, fue donada en cambio al Archivo Histórico Provincial de Huesca por Assumpció Vidal, la viuda del escritor.

## Libros de Cheyne
- Joaquín Costa, el gran desconocido. Ediciones Ariel: Barcelona, 1972.[15][16][10][17][18]
- A bibliographical study of the writings of Joaquín Costa (1846-1911). Tamesis Books Limited: Londres, 1972.[10][19].[20] Traducido al español como Estudio bibliográfico de la obra de Joaquín Costa. Guara: Zaragoza, 1981.[21]